# Fehérarcú réce
A fehérarcú réce vagy Bahama-réce (Anas bahamensis) a madarak osztályának lúdalakúak (Anseriformes) rendjébe és a récefélék (Anatidae) családjába tartozó faj.

## Előfordulása
Dél-Amerikában, a Karib-térségben és a Galápagos-szigeteken elterjedt.

## Alfajai
- Anas bahamensis bahamensis – Karib-térség
- Anas bahamensis galapagensis – Galápagos-szigetek
- Anas bahamensis rubirostris – Dél-Amerika

## Megjelenése
Testhossza 46-51 centiméter, testtömege 400-700 gramm. Kis termetű réce sötétbarna sapkával, feltúnő fehér pofával és fehér torokkal. Szürke csőrének alapja vöröses színű. Világosbarna hasán sötét pettyes mintázat látható. A nemek azonos színűek.
|  |

## Életmódja
Általában párosával vagy kis csapatokban él. Más récékkel is gyakran alkot csapatot. Tápláléka magvakból, zöld növényi részekből valamint víziállatokból áll. Ezeket főleg a vízfelszínről szedi fel.

## Szaporodása
A tojó a parti növényzetben jól elrejtetve, a talajon építi fészkét. Fészekalja 8-12 tojásból áll, melyen 25-26 napig kotlik.
A fiókák fészekhagyók.